# Maria Leonia Jabłonkówna

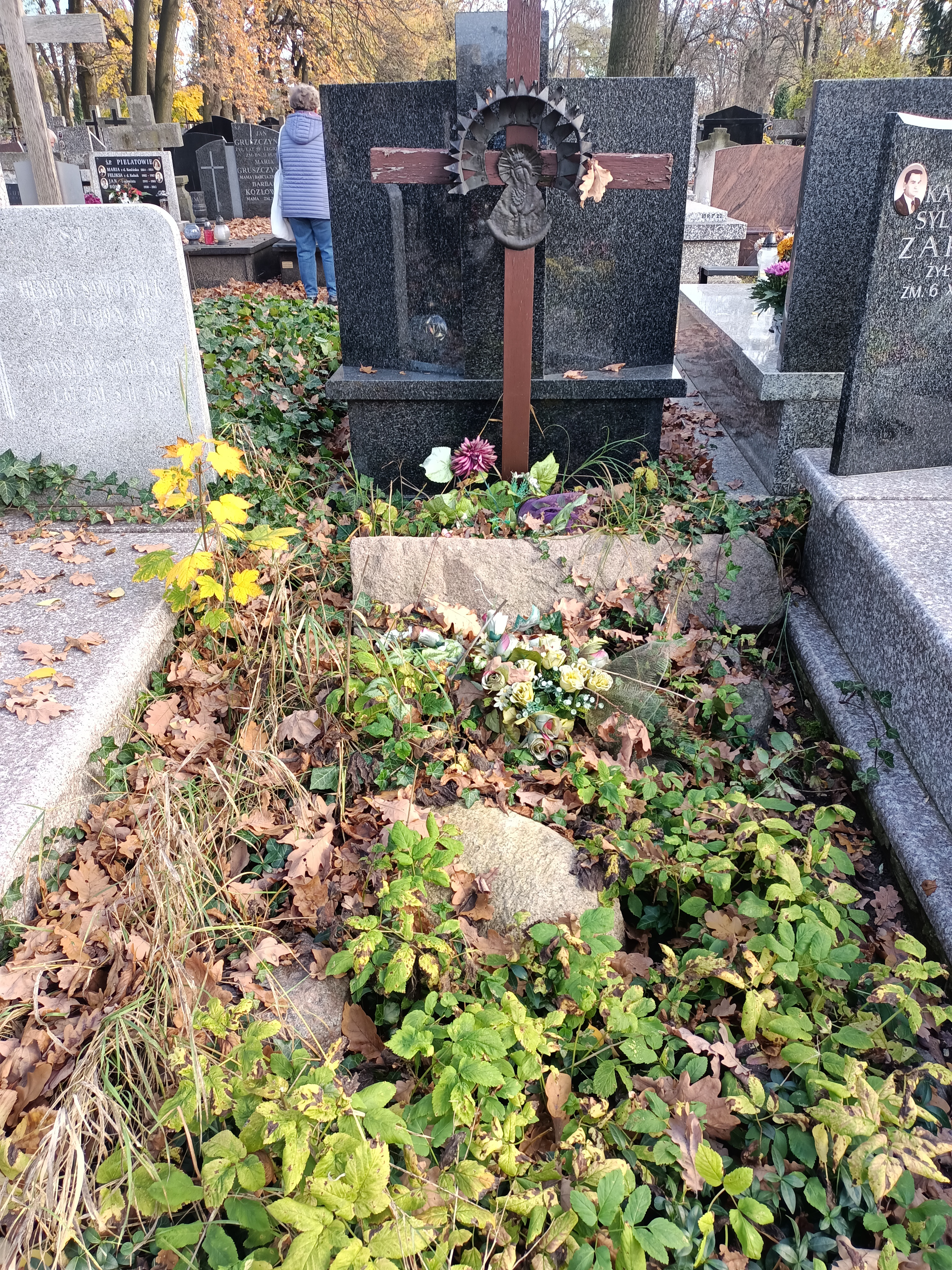
Grób Marii Leonii Jabłonkówny na Cmentarzu Bródnowskim

Maria Leonia Jabłonkówna (ur. 4 września 1905 w Łodzi, zm. 8 lutego 1987 w Warszawie) – reżyserka teatralna, krytyczka, pisarka, poetka.

## Życiorys
Urodziła się w Łodzi. Jej matka, Wanda z Poznańskich Jabłonka (niespokrewniona ze słynną rodziną fabrykantów), była nauczycielką języka polskiego w jednym z łódzkich gimnazjów. Jej ojciec, Chaim (vel Maks, Maksymilian) Jabłonka, był „buchalterem czy urzędnikiem”, który porzucił rodzinę, gdy Leonia była dzieckiem i wyjechał do Ameryki. Rodzina matki była całkowicie spolonizowana. Leonia Jabłonkówna uczęszczała w latach 1914–1923 do Gimnazjum Humanistycznego Żeńskiego im. Elizy Orzeszkowej przy ul. Kościuszki 21 w Łodzi. Studiowała polonistykę, filozofię i reżyserię (PWST). We wrześniu 1939 wyjechała z Warszawy do Lwowa. Do 1941 roku przybywała w Grodnie i Białymstoku, gdzie pracowała w teatrze Aleksandra Węgierki. W 1941 wróciła do Warszawy (ukrywała się m.in. u Tadeusza i Zofii Baumów). W 1944 przyjęła chrzest, przechodząc na wiarę chrześcijańską. Uczestniczyła w Powstaniu Warszawskim, gdzie została ranna. Po wojnie wyreżyserowała w Warszawie, Łodzi, Wrocławiu, Wałbrzychu, Toruniu szereg sztuk, w których grali m.in. Barbara Abramow-Newerly, Kazimierz Beroński, Tadeusz Bartosik, Helena Bartosikowa, Andrzej Bogucki, Wojciech Brydziński, Marta Chruściel, Tadeusz Czechowski, Maria Garbowska, Teodor Gendera, Aleksander Hlawaty, Wanda Jarszewska, Jan Kreczmar, Wanda Lipińska, Jan Orsza, Janina Pollakówna, Maria Seroczyńska, Mieczysław Serwiński, Irena Stelmachówna, Barbara Stępniakówna, Bogdan Szymkowski, Jerzy Tkaczyk, Jacek Woszczerowicz. Następnie pracowała w redakcji czasopisma „Teatr”.
Należała do ZASP i PEN Clubu. Działała w warszawskim Klubie Inteligencji Katolickiej. Pozostawała pod kierownictwem duchowym ks. Jana Ziei. W styczniu 1976 roku podpisała list protestacyjny do Komisji Nadzwyczajnej Sejmu PRL przeciwko zmianom w Konstytucji Polskiej Rzeczypospolitej Ludowej. Po podpisaniu listu protestacyjnego do władz PRL, w latach 1976–1977 inwigilowana przez stołeczną Służbę Bezpieczeństwa w ramach Sprawy Operacyjnego Rozpracowania kryptonim „PANNA”. Latem 1978 wznowiła, po trzydziestu latach przerwy, pisanie dziennika. Zostawiła kilkadziesiąt stron zapisków z lat 1946–1947, ponad 1000 stron dziennika z lat 1978–1987, kilka nieopublikowanych wierszy. Została pochowana na cmentarzu Bródnowskim (kw. 12R-II-23).

## Wyreżyserowane spektakle
- 1945: Barykady Warszawy,
- 1946: Mąż i żona,
- 1947: Zielone lata,
- 1949: Balladyna,
- 1950: O krasnoludkach i sierotce Marysi,
- 1953: Świerszcz za kominem,
- 1957: Sługa dwóch panów,
- 1959: Fantazy,
- 1966: Świecznik.